# The Man Who
The Man Who é o segundo álbum de estúdio da banda escocesa de rock Travis, lançado em maio de 1999.
Produzido por Nigel Godrich, Ian Grimble, Mike Hedges, a obra fez com que a banda conquistasse notoriedade internacional. A música "Why Does It Always Rain on Me?" tornou-se um dos maiores sucessos do grupo, embora o disco, como um todo, tenha apresentado uma mudança de sonoridade com relação ao primeiro, apostando em sonoridades mais lentas e melancólicas.
O álbum foi incluído no livro 1001 Albums You Must Hear Before You Die.

## Faixas
Todas as músicas escritas por Fran Healy, exceto "Luv", de Healy e Adam Seymour.
1. "Writing to Reach You"
2. "The Fear"
3. "As You Are"
4. "Driftwood"
5. "The Last Laugh of the Laughter"
6. "Turn"
7. "Why Does It Always Rain on Me?"
8. "Luv"
9. "She's So Strange"
10. "Slide Show"
11. "Blue Flashing Light"